# Regiunea Burgas
Burgas este o regiune (oblast) în sud-estul Bulgariei. Se învecinează cu regiunile Varna, Shumen, Sliven și Yambol. Este situată la granița Bulgariei cu Turcia, cu ieșire la Marea Neagră. Capitala sa este orașul omonim.

### Obștina Aitos
Aitos,
Dreankoveț,
Zetiovo,
Karageorgievo,
Karanovo,
Leaskovo,
Malka Poleana,
Măglen,
Peștersko,
Pirne,
Poleanovo,
Raklinovo,
Sădievo,
Topolița,
Cerna Mogila,
Cernograd,
Ciukarka

### Obștina Burgas
Bratovo,
Breastoveț,
Burgas,
Bălgarovo,
Dimcevo,
Draganovo,
Izvoriște,
Marinka,
Miroliubovo,
Ravneț,
Rudnik,
Tvărdița,
Cerno More

### Obștina Sredeț
Belevren,
Belila,
Bistreț,
Bogdanovo,
Varovnik,
Goliamo Bukovo,
Gorno Iabylkovo,
Granitec,
Granichar,
Sredetz,
Debelt,
Dolno Iabylkovo,
Draka,
Drachevo,
Diulevo,
Momina Cyrkva,
Zagorci,
Zornica,
Kirovo,
Kubadin,
Malina,
Orlinci,
Prohod,
Pynchevo,
Radojnovo,
Rosenovo,
Svetlina,
Sinăo Kamene,
Slivovo,
Suhodol,
Vylchanovo,
Fakiia

### Obștina Kameno
Vinarsko,
Vratica,
Zheliazovo,
Kameno,
Krystina,
Livada,
Konstantinovo,
Polski Izvor,
Rusokastro,
Svoboda,
Troianovo,
Trystikovo,
Cherni Vryh

### Comuna Karnobat
Asparuhovo,
Detelina,
Venec,
Glumche,
Devetak,
Devetinci,
Dobrinovo,
Draganci,
Dragovo,
Ekzarh Antimovo,
Zheleznik,
Zhitosviat,
Zimen,
Iskra,
Karnobat,
Klikach,
Kozare,
Krumovo Gradishte,
Krushovo,
Mydrino,
Nevestino,
Ognen,
Raklica,
San-Stefano,
Sigmen,
Sokolovo,
Syrnevo,
Smolnik,
Hadzhiite,
Cerkovski,
Cherkovo

### Obștina Malko Tyrnovo
Bliznak,
Bryshlian,
Biala Voda,
Vizica,
Gramatikovo,
Evrenozovo,
Zabernovo,
Zvezdec,
Kalovo,
Malko Tyrnovo,
Mladezhko,
Slivarovo,
Stoilovo

### Obștina Tzarevo
Ahtopol,
Brodilovo,
Bylgari,
Varvara,
Velika,
Izgrev,
Kondolovo,
Kosti,
Lozenetz,
Tzarevo,
Rezovo,
Sinemorec,
Fazanovo

### Obștina Nessebar
Bania,
Sveti Vlas,
Giuliovtza,
Emona,
Koznitza,
Kosharitza,
Nessebar,
Obzor,
Orizare,
Panitzovo,
Priseltzi,
Ravda,
Rakovskovo,
Tynkovo

### Obștina Pomorie
Aheloj,
Aleksandrovo,
Bata,
Gaberovo,
Gorica,
Gylybec,
Dybnik,
Belodol,
Kableshkovo,
Kamenar,
Kozichino,
Kosovec,
Lyka,
Medovo,
Pomorie,
Poroj,
Stracin

### Comuna Ruen
Bilka,
Vishna,
Vresovo,
Podgorec,
Dobra Poliana,
Dobromir,
Dropla,
Dyskotna,
Diulia,
Zaimchevo,
Zajchar,
Zvezda,
Kameniak,
Karavelăovo,
Listec,
Liuliakovo,
Pripek,
Mrezhichko,
Preobrazhenci,
Planinica,
Prosenik,
Razbojna,
Rechica,
Rozhden,
Rudina,
Ruen,
Rupcha,
Ryzhica,
Skalak,
Snezha,
Sniagovo,
Sokolec,
Sredna Mahala,
Struia,
Topchijsko,
Trynak,
Sini Rid,
Cheresha,
Shivarovo,
Iabylchevo,
Iasenovo

### Obștina Sozopol
Vyrshilo,
Gabyr,
Zidarovo,
Izvor,
Indzhe Vojvoda,
Krushevec,
Prisad,
Ravadinovo,
Ravna Gora,
Atiia,
Rosen,
Sozopol,
Chernomorec

### Obștina Sungurlare
Balabanchevo,
Beronovo,
Bosilkovo,
Vedrovo,
Vezenkovo,
Vylchin,
Gorovo,
Grozden,
Esen,
Zavet,
Kamensko,
Kamchiia,
Klimash,
Kosten,
Lozarevo,
Lozica,
Manolich,
Podvis,
Prilep,
Pchelin,
Sadovo,
Skala,
Slavianci,
Sungurlare,
Syedinenie,
Terzijsko,
Velislav,
Chernica,
Chubra,
Dybovica

### Obștina Primorsko
Veselie,
Kiten,
Novo Panicharevo,
Pismenovo,
Primorsko,
Iasna Poliana